# Smörfiskar
Smörfiskar (Stromateidae) är en familj i underordningen smörfisklika fiskar (Stromateoidei). De lever i stim i Atlanten, Indiska oceanen och Stilla havet.
Som ungdjur tar de skydd i maneternas skärm. De livnär sig av maneter och manteldjur.

## Systematik
Det finns tre släkten med tillsammans 17 arter.
- Pampus
  - Pampus argenteus (Euphrasen), 1788).
  - Pampus chinensis (Euphrasen, 1788).
  - Pampus cinereus (Bloch, 1795).
  - Pampus echinogaster (Basilewsky, 1855).
  - Pampus minor Liu & Li, 1998.
  - Pampus punctatissimus (Temminck & Schlegel, 1845).
- Peprilus
  - Peprilus alepidotus (Linné, 1766).
  - Peprilus burti Fowler, 1944.
  - Peprilus medius (Peters, 1869).
  - Peprilus ovatus Horn, 1970.
  - Peprilus paru (Linné, 1758).
  - Peprilus simillimus (Ayres, 1860).
  - Peprilus snyderi Gilbert & Starks, 1904.
  - Peprilus triacanthus (Peck, 1804).
- Stromateus
  - Stromateus brasiliensis Fowler, 1906.
  - Stromateus fiatola Linné, 1758.
  - Stromateus stellatus Cuvier, 1829.